# Stephan Embacher
Stephan Embacher (geboren am 12. Jänner 2006) ist ein österreichischer Skispringer.

## Werdegang
Embacher, der für den Kitzbüheler SC startet, stammt aus Hopfgarten im Brixental und besucht das Schigymnasium Stams.
Stephan Embacher trat ab 2021 im Skisprung-Alpencup erstmals regelmäßiger bei internationalen Wettbewerben unter dem Dach der Fédération Internationale de Ski in Erscheinung, in dem er sich am 5. Februar 2022 in Predazzo als Zweiter zum ersten Mal auf dem Podium platzieren konnte. Am 14. Jänner 2023 erreichte er in Eisenerz den ersten Sieg im Alpencup.
Beim Europäischen Olympischen Winter-Jugendfestival 2023, dessen Skisprungwettbewerbe im slowenischen Planica ausgetragen wurden, gewann er sowohl im Einzelspringen als auch im Teamspringen mit dem österreichischen Team die Goldmedaille. Bei den Nordischen Junioren-Skiweltmeisterschaften 2023 im kanadischen Whistler wurde er Sechster im Einzel. Gemeinsam mit Julijan Smid, Louis Obersteiner und Jonas Schuster wurde er am 4. Februar 2023 Junioren-Weltmeister im Teamspringen. An der Seite von Julia Mühlbacher, Meghann Wadsak und Jonas Schuster erreichte er im Mixed-Team-Wettbewerb zum Abschluss der Junioren-Skiweltmeisterschaften den fünften Platz.
Am 18. März 2023 gab er in Lahti sein Debüt im Skisprung-Continental-Cup der Saison 2022/23. Mit einem fünften Platz erzielte er dabei auf Anhieb seine ersten Wertungspunkte. Am darauffolgenden Tag erreichte er im zweiten Wettbewerb an gleicher Stelle als 13. eine weitere Punkteplatzierung und belegte am Saisonende mit 65 Punkten den 66. Rang in der Continental-Cup-Gesamtwertung. Im Sommer 2023 startete er in Hinzenbach zum ersten Mal im Skisprung-Grand-Prix, blieb dabei als 46. allerdings noch ohne Punkte. Am 10. Dezember 2023 gelang ihm in Kandersteg sein Premierensieg im FIS Cup, in dem er bereits rund zwei Jahre zuvor am 19. Februar 2022 sein Debüt gegeben hatte.
Im Winter 2023/24 sprang er in Ruka am 15. Dezember 2023 als Dritter erstmals auf ein Podium in Skisprung-Continental-Cup. Am 27. Dezember 2023 konnte er in Engelberg mit dem zweiten Platz eine weitere Podiumsplatzierung erreichen und gewann einen Tag später ebenfalls in Engelberg zum ersten Mal ein Continental-Cup-Springen. Daraufhin wurde er als Teil der nationalen Gruppe für den Wettbewerb der 72. Vierschanzentournee in Innsbruck im Rahmen der Weltcup-Saison 2023/24 nominiert und debütierte somit am 3. Jänner 2024 im Alter von 17 Jahren im Skisprung-Weltcup. Mit dem 13. Rang erzielte er wiederum auf Anhieb erste Wertungspunkte.
Am 2. März 2024 feierte er gemeinsam mit dem österreichischen Team mit Platz 2 im Teamspringen auf der Salpausselkä-Schanze von Lahti seine erste Podiumsplatzierung im Weltcup.

## Erfolge
Continental-Cup-Siege im Einzel
| Nr. | Datum             | Ort       | Typ         |
| --- | ----------------- | --------- | ----------- |
| 01. | 28. Dezember 2023 | Engelberg | Großschanze |

## Statistik

### Weltcup-Platzierungen
| Saison  | Platz | Punkte |
| ------- | ----- | ------ |
| 2023/24 | 39.   | 0066   |
| 2024/25 | 42.   | 0072   |

### Continental-Cup-Platzierungen
| Saison  | Platz | Punkte |
| ------- | ----- | ------ |
| 2022/23 | 66.   | 0065   |
| 2023/24 | 26.   | 0064   |

### Vierschanzentournee-Platzierungen
| Saison  | Platz | Punkte |
| ------- | ----- | ------ |
| 2023/24 | 50.   | 230,8  |
| 2024/25 | 31.   | 623,0  |